# Gisele Oppermann
Gisele Oppermann (* 13. Oktober 1987 in Fortaleza, Brasilien) ist ein deutsch-brasilianisches Model und Reality-TV-Teilnehmerin.

## Werdegang
Oppermann wurde in Brasilien geboren. Als sie zwölf Jahre alt war, kam es zur Trennung ihrer brasilianischen Mutter von ihrem deutschen Vater, einem Pferdezüchter in Liebenburg. Bei ihm wuchs sie bis zum 18. Lebensjahr auf.
2008 war sie Kandidatin der dritten Staffel von Germany’s Next Topmodel, bei der sie den sechsten Platz erreichte. Da sie in der Show regelmäßig in Tränen ausbrach, wurde sie medial oft als „Heulsuse“ betitelt und auch von Stefan Raab in seiner Sendung TV total verspottet. Anschließend war sie auf dem Laufsteg u. a. in Barcelona für den Designer Philipp Plein oder für das Modelabel Custo bei der New York Fashion Week tätig.
2009 wurde Oppermann vom Amtsgericht Braunschweig wegen einer Autobahn-Geisterfahrt unter Alkoholeinfluss zu einer Freiheitsstrafe von neun Monaten wegen gefährlicher Körperverletzung verurteilt, ausgesetzt auf drei Jahre zur Bewährung. Zusätzlich wurden ihr Schmerzensgeldzahlungen auferlegt.
Im Juli 2010 wirkte Oppermann neben Jo Weil, Sabrina Lange und Kalle Pohl an der VOX-Sendung Das perfekte Promi-Dinner mit. Im November 2010 war sie in einer Folge der RTL-II-Sendung Das Aschenputtel-Experiment zu sehen. Im gleichen Monat erlitt Oppermann einen schweren Verkehrsunfall, bei dem sie mit einem Wohnmobil in den Gegenverkehr geriet. Hierbei erlitt sie einen Trümmerbruch im Unterschenkel.
2011 warb Oppermann für einen Vaginal-Duft. Für die Wochenserie Gisele in Rio des Boulevardmagazins taff reiste die Halbbrasilianerin anlässlich der Fußball-Weltmeisterschaft 2014 nach Rio de Janeiro. Ebenfalls 2014 wurde Oppermann Mutter einer Tochter.
Im Januar 2019 war Oppermann Kandidatin der dreizehnten Staffel von Ich bin ein Star – Holt mich hier raus! und belegte den 9. Platz. Sie absolvierte neun Prüfungen in Folge und übertraf damit die Höchstmarke von Larissa Marolt, die zu acht Prüfungen hintereinander antrat. Am 18. September 2020 nahm sie an Das große Sat.1 Promiboxen teil und gewann gegen ihre Gegnerin Doreen Dietel. Im 2021 veröffentlichten Kinofilm Sky Sharks ist Oppermann als Cheerleaderin in einer kleinen Schauspielrolle zu sehen. Zudem nahm Oppermann an der sechsten Staffel der Datingshow Adam sucht Eva teil.
Im Januar 2022 war sie Gast bei Ich bin ein Star – Die Stunde danach bei RTL und bei Ich bin ein Star – Holt mich hier raus! Die große Dschungelparty, ebenfalls RTL. Im Sommer 2022 war sie Kandidatin bei Das große Promi-Büßen, das auf ProSieben ausgestrahlt wurde. 2024 war Oppermann bei Kampf der Realitystars  zu sehen. Zudem nahm sie an dem Reality-Format The 50 teil, welches bei Prime Video veröffentlicht wurde.

## Reality-TV-Formate
- 2008: Germany’s Next Topmodel (ProSieben)
- 2010: Das perfekte Promi-Dinner (VOX)
- 2019: Ich bin ein Star – Holt mich hier raus! (RTL)
- 2020: Das große Sat.1 Promiboxen (Sat1)
- 2021: Adam sucht Eva – Gestrandet im Paradies (RTL)
- 2022: Das große Promi-Büßen (ProSieben)
- 2024: The 50 (Prime Video)
- 2024: Kampf der Realitystars – Schiffbruch am Traumstrand (RTL2)
- 2025: Eltons 12 (RTL)